# 183-й отдельный батальон связи
183-й отдельный батальон связи — воинское подразделение в  вооружённых силах СССР во время Великой Отечественной войны.

## История
Сформирован, очевидно, вместе с корпусным управлением 50-го стрелкового корпуса 1-го формирования
В составе действующей армии с 22.06.1941 по 16.10.1942, с 05.11.1942 по 07.06.1944 и с 15.06.1944 по 09.05.1945 года.
Принимал участие в Зимней войне
На 22.06.1941 являлся корпусным батальоном связи 50-го стрелкового корпуса с дислокацией в Выборге, очевидно в середине июля 1941 года вместе с управлением корпуса отбыл в Ленинград, с расформированием корпуса стал батальоном связи 8-й армии.
В 1942 году находился в районе Гайтолово
С 29.01.1942 года стал корпусным батальоном связи сформированного 4-го гвардейского стрелкового корпуса, в его составе воевал до конца войны.

## Состав
- Штабные подразделения
- Радиорота
- Рота линейных телефонистов
- Кабельно-шестовая рота

## Подчинение
| Дата            | Фронт (округ)                                              | Армия                 | Корпус                            | Примечания                    |
| --------------- | ---------------------------------------------------------- | --------------------- | --------------------------------- | ----------------------------- |
| 22.06.1941 года | Ленинградский военный округ                                | 23-я армия            | 50-й стрелковый корпус            | с 24.06.1941 - Северный фронт |
| 01.07.1941 года | Северный фронт                                             | 23-я армия            | 50-й стрелковый корпус            | -                             |
| 10.07.1941 года | Северный фронт                                             | 23-я армия            | 50-й стрелковый корпус            | -                             |
| 01.08.1941 года | Северный фронт                                             | -                     | -                                 | -                             |
| 01.09.1941 года | Ленинградский фронт                                        | 8-я армия             | -                                 | -                             |
| 01.10.1941 года | Ленинградский фронт                                        | 8-я армия             | -                                 | -                             |
| 01.11.1941 года | Ленинградский фронт                                        | 8-я армия             | -                                 | -                             |
| 01.12.1941 года | Ленинградский фронт                                        | 8-я армия             | -                                 | -                             |
| 01.01.1942 года | Ленинградский фронт                                        | 8-я армия             | -                                 | -                             |
| 01.02.1942 года | Ленинградский фронт                                        | -                     | 4-й гвардейский стрелковый корпус | -                             |
| 01.03.1942 года | Ленинградский фронт                                        | -                     | 4-й гвардейский стрелковый корпус | -                             |
| 01.04.1942 года | Ленинградский фронт                                        | 54-я армия            | 4-й гвардейский стрелковый корпус | -                             |
| 01.05.1942 года | Ленинградский фронт (Группа войск Волховского направления) | 54-я армия            | 4-й гвардейский стрелковый корпус | -                             |
| 01.06.1942 года | Ленинградский фронт (Волховская группа войск)              | 54-я армия            | 4-й гвардейский стрелковый корпус | -                             |
| 01.07.1942 года | Волховский фронт                                           | 54-я армия            | 4-й гвардейский стрелковый корпус | -                             |
| 01.08.1942 года | Волховский фронт                                           | 54-я армия            | 4-й гвардейский стрелковый корпус | -                             |
| 01.09.1942 года | Волховский фронт                                           | -                     | 4-й гвардейский стрелковый корпус | -                             |
| 01.10.1942 года | Волховский фронт                                           | 2-я ударная армия     | 4-й гвардейский стрелковый корпус | -                             |
| 01.11.1942 года | Резерв Ставки ВГК                                          | 4-я резервная армия   | 4-й гвардейский стрелковый корпус | -                             |
| 01.12.1942 года | Юго-Западный фронт                                         | 1-я гвардейская армия | 4-й гвардейский стрелковый корпус | -                             |
| 01.01.1943 года | Юго-Западный фронт                                         | 1-я гвардейская армия | 4-й гвардейский стрелковый корпус | -                             |
| 01.02.1943 года | Юго-Западный фронт                                         | 1-я гвардейская армия | 4-й гвардейский стрелковый корпус | -                             |
| 01.03.1943 года | Юго-Западный фронт                                         | -                     | 4-й гвардейский стрелковый корпус | -                             |
| 01.04.1943 года | Юго-Западный фронт                                         | 6-я армия             | 4-й гвардейский стрелковый корпус | -                             |
| 01.05.1943 года | Юго-Западный фронт                                         | 6-я армия             | 4-й гвардейский стрелковый корпус | -                             |
| 01.06.1943 года | Юго-Западный фронт                                         | 6-я армия             | 4-й гвардейский стрелковый корпус | -                             |
| 01.07.1943 года | Юго-Западный фронт                                         | 6-я армия             | 4-й гвардейский стрелковый корпус | -                             |
| 01.08.1943 года | Юго-Западный фронт                                         | 1-я гвардейская армия | 4-й гвардейский стрелковый корпус | -                             |
| 01.09.1943 года | Юго-Западный фронт                                         | 6-я армия             | 4-й гвардейский стрелковый корпус | -                             |
| 01.10.1943 года | Юго-Западный фронт                                         | 6-я армия             | 4-й гвардейский стрелковый корпус | -                             |
| 01.11.1943 года | 3-й Украинский фронт                                       | 8-я гвардейская армия | 4-й гвардейский стрелковый корпус | -                             |
| 01.12.1943 года | 3-й Украинский фронт                                       | 8-я гвардейская армия | 4-й гвардейский стрелковый корпус | -                             |
| 01.01.1944 года | 3-й Украинский фронт                                       | 8-я гвардейская армия | 4-й гвардейский стрелковый корпус | -                             |
| 01.02.1944 года | 3-й Украинский фронт                                       | 8-я гвардейская армия | 4-й гвардейский стрелковый корпус | -                             |
| 01.03.1944 года | 3-й Украинский фронт                                       | 8-я гвардейская армия | 4-й гвардейский стрелковый корпус | -                             |
| 01.04.1944 года | 3-й Украинский фронт                                       | 8-я гвардейская армия | 4-й гвардейский стрелковый корпус | -                             |
| 01.05.1944 года | 3-й Украинский фронт                                       | 8-я гвардейская армия | 4-й гвардейский стрелковый корпус | -                             |
| 01.06.1944 года | 3-й Украинский фронт                                       | 8-я гвардейская армия | 4-й гвардейский стрелковый корпус | -                             |
| 01.07.1944 года | 1-й Белорусский фронт                                      | 8-я гвардейская армия | 4-й гвардейский стрелковый корпус | -                             |
| 01.08.1944 года | 1-й Белорусский фронт                                      | 8-я гвардейская армия | 4-й гвардейский стрелковый корпус | -                             |
| 01.09.1944 года | 1-й Белорусский фронт                                      | 8-я гвардейская армия | 4-й гвардейский стрелковый корпус | -                             |
| 01.10.1944 года | 1-й Белорусский фронт                                      | 8-я гвардейская армия | 4-й гвардейский стрелковый корпус | -                             |
| 01.11.1944 года | 1-й Белорусский фронт                                      | 8-я гвардейская армия | 4-й гвардейский стрелковый корпус | -                             |
| 01.12.1944 года | 1-й Белорусский фронт                                      | 8-я гвардейская армия | 4-й гвардейский стрелковый корпус | -                             |
| 01.01.1945 года | 1-й Белорусский фронт                                      | 8-я гвардейская армия | 4-й гвардейский стрелковый корпус | -                             |
| 01.02.1945 года | 1-й Белорусский фронт                                      | 8-я гвардейская армия | 4-й гвардейский стрелковый корпус | -                             |
| 01.03.1945 года | 1-й Белорусский фронт                                      | 8-я гвардейская армия | 4-й гвардейский стрелковый корпус | -                             |
| 01.04.1945 года | 1-й Белорусский фронт                                      | 8-я гвардейская армия | 4-й гвардейский стрелковый корпус | -                             |
| 01.05.1945 года | 1-й Белорусский фронт                                      | 8-я гвардейская армия | 4-й гвардейский стрелковый корпус | -                             |

## Командиры
- капитан Жамов
- майор Дергачёв

## Отличившиеся воины батальона
| Награда орден Красной звезды | Ф.И.О.Куклев Александр Петрович | Должность линейный надсмотрщик | Звание рядовой | Дата награждения 25 мая 1945г. | Примечания 25.05.1945г - это дата наградного листа, подписанного командиром ОБС гвардии майором Дергачевым. Орден | номер 2510779 |  | Заманский, Борис Наумович | Старший линейный надсмотрщик | старшина | 11.08.1944 29.03.1945 15.05.1946 | 1-ю степень получил только в 1950 году |